# Trương Lâm
Trương Lâm (tiếng Trung giản thể: 张林, bính âm Hán ngữ: Zhāng Lín, sinh năm 1965, người Hán) là tướng lĩnh Quân Giải phóng Nhân dân Trung Quốc. Ông là Trung tướng Quân Giải phóng, Ủy viên Ủy ban Trung ương Đảng Cộng sản Trung Quốc khóa XX, hiện là Bộ trưởng Bộ Bảo đảm Hậu cần Quân ủy Trung ương. Ông từng là Cục trưởng Tổng cục Quản lý quân sự cơ quan Ủy ban Quân sự Trung ương; Thường vụ Đảng ủy Vũ cảnh, Bộ trưởng Bộ Hậu cần Lực lượng Cảnh sát Vũ trang Trung Quốc.
Trương Lâm là đảng viên Đảng Cộng sản Trung Quốc, ông chủ yếu công tác về hậu cần, nhân sự, từng phục vụ cho cả Lục quân, Hải quân, Lực lượng Cảnh sát Vũ trang của Quân đội Trung Quốc.

## Sự nghiệp
Trương Lâm sinh năm 1965, ông nhập ngũ Quân Giải phóng Nhân dân Trung Quốc những năm 80, thuộc Lục quân, thường xuyên công tác trong các đơn vị hậu cần, liên lạc và phục vụ cho cả Lục quân và Hải quân Quân Giải phóng Nhân dân Trung Quốc. Năm 2012, Căn cứ bảo vệ Thanh Đảo của Hải quân được chuyển đổi thành Căn cứ bảo vệ tổng hợp Thanh Đảo Hải quân, Trương Lâm với quân hàm đại hiệu được bổ nhiệm làm Tư lệnh của căn cứ này, sau đó được phong quân hàm Thiếu tướng vào năm 2013. Ở Thanh Đảo, ông có nhiệm vụ xây dựng căn cứ này kết hợp chính sách quân–dân, xây dựng quân đội "trong lòng dân", "xung quanh dân", từng phát biểu rằng: "Quân đội ta nên trước hết bỏ quan niệm cũ [muốn ăn thịt thì phải nuôi lợn!], khắc phục thói ích kỷ hẹp hòi, chủ động suy nghĩ, hoạch định từ tầm cao chiến lược, vận dụng tư duy đổi mới, khơi thông mọi lĩnh vực có thể phát huy". Căn cứ Thanh Đảo do ông chỉ huy cũng là cảng chủ đạo của tàu sân bay Liêu Ninh, cơ sở hậu cần của các chiến hạm vùng Đông Bắc Trung Quốc. Năm 2016, ông nhậm chức Phó Tham mưu trưởng Lực lượng Bảo đảm Hậu cần Quân ủy Trung ương, đến 2019 thì là Tham mưu trưởng của lực lượng này. Cuối năm 2020, ông được điều chuyển sang Lực lượng Cảnh sát Vũ trang Nhân dân, chỉ định bảo Ủy ban Thường vụ Đảng ủy Vũ cảnh, bổ nhiệm làm Bộ trưởng Bộ Hậu cần của Vũ cảnh. Ở cơ quan này 3 tháng, ông được điều lên Quân ủy Trung ương, nhậm chức Cục trưởng Tổng cục Quản lý quân sự cơ quan Ủy ban Quân sự Trung ương.
Tháng 1 năm 2022, Trương Lâm được thăng quân hàm Trung tướng, sau đó được điều chuyển vị trí, nhậm chức Bộ trưởng Bộ Bảo đảm Hậu cần Quân ủy Trung ương. Giai đoạn đầu năm 2022, ông được bầu làm đại biểu tham gia Đại hội Đảng Cộng sản Trung Quốc lần thứ XX từ đoàn Quân Giải phóng và Vũ cảnh. Trong quá trình bầu cử tại đại hội, ông được bầu làm Ủy viên Ủy ban Trung ương Đảng Cộng sản Trung Quốc khóa XX.

## Lịch sử thụ phong quân hàm
| Quân hàm |             |             |  |  |  |  |  |  |  |  |  |
| Cấp bậc  | Thiếu tướng | Trung tướng |  |  |  |  |  |  |  |  |  |
|          |             |             |  |  |  |  |  |  |  |  |  |